# AaB 89ers 2012
Questa voce raccoglie le informazioni riguardanti gli AaB 89ers nelle competizioni ufficiali della stagione 2012.

## Prima squadra

### Nationalligaen 2012

#### Stagione regolare
| Copenaghen 14 aprile 2012, ore 14:00 1ª giornata | Copenhagen Tomahawks | 7 – 34 referto | AaB 89ers | Valby Idrætspark |

| Aalborg 21 aprile 2012, ore 14:00 2ª giornata | AaB 89ers | 7 – 27 referto | Copenhagen Towers | Aab´s anlæg |

| Nærum 28 aprile 2012, ore 15:00 3ª giornata | Søllerød Gold Diggers | 63 – 0 referto | AaB 89ers | Rundforbi Stadion |

| Aalborg 6 maggio 2012, ore 15:00 4ª giornata | AaB 89ers | 23 – 20 referto | Amager Demons | Aab´s anlæg |

| Esbjerg 19 maggio 2012, ore 15:00 6ª giornata | Esbjerg Hurricanes | 0 – 23 referto | AaB 89ers | Skibhøj Idrætsanlæg |

| Herlev 9 giugno 2012, ore 15:00 9ª giornata | Herlev Rebels | 12 – 6 referto | AaB 89ers | Kildegårdsskolen |

| Aalborg 17 giugno 2012, ore 15:00 10ª giornata | AaB 89ers | 47 – 0 referto | Esbjerg Hurricanes | Aab´s anlæg |

| Gentofte 25 agosto 2012, ore 15:00 14ª giornata | Copenhagen Towers | 47 – 7 referto | AaB 89ers | Gentofte Sportspark |

| Aalborg 1º settembre 2012, ore 15:00 15ª giornata | AaB 89ers | 50 – 0 (a tavolino) referto | Copenhagen Tomahawks | Aab´s anlæg |

| Aalborg 8 settembre 2012, ore 15:00 16ª giornata | AaB 89ers | 0 – 52 referto | Søllerød Gold Diggers | Aab´s anlæg |

#### Playoff
| Herlev 15 settembre 2012, ore 15:00 Wild Card | Herlev Rebels | 35 – 18 referto | AaB 89ers | Kildegårdsskolen |

### Statistiche di squadra
| Competizione      | %Vittorie | In casa | In casa | In casa | In casa | In casa | In casa | In trasferta | In trasferta | In trasferta | In trasferta | In trasferta | In trasferta | Totale | Totale | Totale | Totale | Totale | Totale |
| Competizione      | %Vittorie | G       | V       | N       | P       | Pf      | Ps      | G            | V            | N            | P            | Pf           | Ps           | G      | V      | N      | P      | Pf     | Ps     |
| ----------------- | --------- | ------- | ------- | ------- | ------- | ------- | ------- | ------------ | ------------ | ------------ | ------------ | ------------ | ------------ | ------ | ------ | ------ | ------ | ------ | ------ |
| Stagione regolare | .500      | 5       | 3       | 0       | 2       | 127     | 99      | 5            | 2            | 0            | 3            | 70           | 129          | 10     | 5      | 0      | 5      | 197    | 228    |
| Playoff           | .000      | 0       | 0       | 0       | 0       | 0       | 0       | 1            | 0            | 0            | 1            | 18           | 35           | 1      | 0      | 0      | 1      | 18     | 35     |
| Totale            | .455      | 5       | 3       | 0       | 2       | 127     | 99      | 6            | 2            | 0            | 4            | 88           | 164          | 11     | 5      | 0      | 6      | 215    | 263    |

## Seconda squadra

### Danmarksserien 2012

#### Stagione regolare
| Viborg 22 aprile 2012, ore 15:00 2ª giornata | Viborg Bullets /Skive Gators | 32 – 34 referto | AaB 89ers II | Vestervang Skole |

| Kolding 29 aprile 2012, ore 15:00 3ª giornata | Kolding Guardians | 55 – 0 referto | AaB 89ers II | Bakkeskolen |

| Aalborg 12 maggio 2012, ore 15:00 5ª giornata | AaB 89ers II | 42 – 34 referto | Skjern Trojans | AaB's anlæg |

| Silkeborg 20 maggio 2012, ore 15:00 6ª giornata | Silkeborg Phoenix | 50 – 0 (a tavolino) referto | AaB 89ers II | Silkeborg atletikstadion |

| Aalborg 10 giugno 2012, ore 15:00 9ª giornata | AaB 89ers II | 6 – 25 referto | Holstebro Dragons | AaB's anlæg |

| Aalborg 23 giugno 2012, ore 15:00 11ª giornata | AaB 89ers II | 6 – 23 referto | Odense Thrashers | AaB's anlæg |

| Aalborg 1º luglio 2012, ore 15:00 12ª giornata | AaB 89ers II | 0 – 52 referto | Aarhus Tigers II | AaB's anlæg |

| Aalborg 19 agosto 2012, ore 13:00 15ª giornata | AaB 89ers II | 26 – 68 referto | Thisted Brewers | AaB's anlæg |

| Odense 2 settembre 2012, ore 15:00 | Odense Swans | 50 – 0 (a tavolino) referto | AaB 89ers II | Hjalleseskolen |

| Vejle 9 settembre 2012, ore 15:00 18ª giornata | Triangle Razorbacks II | 0 – 50 (a tavolino) referto | AaB 89ers II | Kirkebakkehallen |

### Statistiche di squadra
| Competizione      | %Vittorie | In casa | In casa | In casa | In casa | In casa | In casa | In trasferta | In trasferta | In trasferta | In trasferta | In trasferta | In trasferta | Totale | Totale | Totale | Totale | Totale | Totale |
| Competizione      | %Vittorie | G       | V       | N       | P       | Pf      | Ps      | G            | V            | N            | P            | Pf           | Ps           | G      | V      | N      | P      | Pf     | Ps     |
| ----------------- | --------- | ------- | ------- | ------- | ------- | ------- | ------- | ------------ | ------------ | ------------ | ------------ | ------------ | ------------ | ------ | ------ | ------ | ------ | ------ | ------ |
| Stagione regolare | .300      | 5       | 1       | 0       | 4       | 80      | 202     | 5            | 2            | 0            | 3            | 84           | 187          | 10     | 3      | 0      | 7      | 164    | 389    |
| Totale            | .300      | 5       | 1       | 0       | 4       | 80      | 202     | 5            | 2            | 0            | 3            | 84           | 187          | 10     | 3      | 0      | 7      | 164    | 389    |